# Lingua Ignota

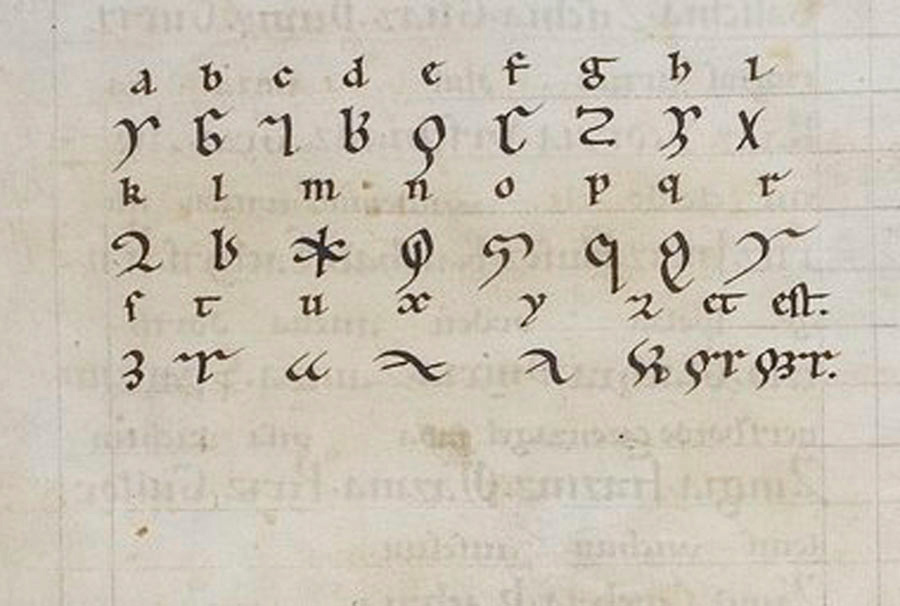
Hildegards 23 litterae ignotae

Lingua Ignota (Latijn voor "Onbekende taal"), ook wel kortweg Ignota genoemd, is het oudste bekende voorbeeld van een kunsttaal. De taal werd in de 12e eeuw gemaakt door de Duitse abdis en mystica Hildegard von Bingen.
Hildegard beschreef de taal in een werk getiteld Lingua Ignota per simplicem hominem Hildegardem prolata, overgeleverd via twee manuscripten (Codex Wiesbaden en Berlin MS, ca. 1200). Lingua Ignota is een woordenlijst, die bestaat uit 1011 woorden in de Lingua Ignota met hun meestal Latijnse en soms Duitse vertalingen. De woorden doen vermoeden dat het een a-prioritaal betreft; zij zijn niet ontleend aan of gebaseerd op een bestaande taal. Het zijn uitsluitend zelfstandige naamwoorden en enkele bijvoeglijke naamwoorden. De meeste hebben betrekking op lichaamsdelen, ziektes, religie, bomen, kruiden, vogels en insecten. Kenmerkend voor veel woorden is dat zij eindigen op een z: aigonz "god", aieganz "engel", zuuenz "heilige", enz. Lingua Ignota heeft geen eigen grammatica: de woorden worden geheel ingebed in een Latijnse context.
Voor het schrijven van de taal ontwierp Hildegard een eigen alfabet van 23 letters, de litterae ignotae.
Wie er ingewijd waren in de Lingua Ignota is niet bekend, het precieze doel van de taal evenmin. In de 19e eeuw werd wel aangenomen dat Hildegard haar taal ontwierp als een ideale wereldtaal, maar deze visie is achterhaald. Thans wordt ervan uitgegaan, dat Hildegard de taal vooral zag als een geheimtaal, die was ingegeven door goddelijke inspiratie. De samenstelling van de woordenlijst doet vermoeden, dat Lingua Ignota voor meer dan louter religieuze doeleinden was ontworpen.

## Voorbeeld
De enige overgeleverde tekst in de taal is het volgende korte fragment:
O orzchis Ecclesia, armis divinis praecincta, et hyacinto ornata, tu es caldemia stignmatum loifolum et urbs scienciarum. O, o tu es etiam crizanta in alto sono, et es chorzta gemma.
Deze twee zinnen bevatten vijf sleutelwoorden in Lingua Ignota; aangezien van deze vijf er maar één in de woordenlijst voorkomt (loifol "volk") moet worden aangenomen dat de eigenlijke omvang van de taal veel groter was dan de overgeleverde 1011 woorden.